# Comunidad nativa Nazareth
La comunidad nativa de Nazareth es una comunidad nativa awajún ubicada en el distrito de Imaza, provincia de Bagua, en el departamento de Amazonas en Perú. Su elevación sobre el nivel del mar es 271 metros (889,1 pies). El aeropuerto más cercano es el de Jaén, también conocido como el aeropuerto de Shumba. Hasta el año 2018, la población en la comunidad alcanzaba los 260 habitantes.La comunidad nativa cuenta con un puesto de salud que forma parte de la Red de Salud de Bagua, así como con la Institución Educativa n.° 258.
Está reconocida como una comunidad nativa según la Resolución de Reconocimiento R. 307-OAE-ORAMS-II-75 de fecha 18 de julio de 1975 que la lista como perteneciente al pueblo indígena awajún dentro de la base de datos del Estado Peruano. Es una de las 116 comunidades nativas en el distrito de Imaza y una de las 419 comunidades awajún identificadas en la zona amazónica de los departamentos de Amazonas, Cajamarca, Loreto,San Martín y Ucayali.